# Richland (Georgia)
Richland es una ciudad ubicada en el condado de Stewart en el estado estadounidense de Georgia. En el año 2000 tenía una población de 1.794 habitantes.

## Geografía
Richland se encuentra ubicada en las coordenadas 32°5′19″N 84°39′50″O / 32.08861, -84.66389 (32.088663, -84.663752).
Según la Oficina del Censo, la localidad tiene un área total de 10,8 km² (4,2 mi²), de la cual 10,8 km² (4,2 mi²) es tierra y 0 km² (0 mi²) (0.00%) es agua.

## Demografía
Según la Oficina del Censo en 2000 los ingresos medios por hogar en la localidad eran de $24,597, y los ingresos medios por familia eran $29,423. Los hombres tenían unos ingresos medios de $26,313 frente a los $17,269 para las mujeres. La renta per cápita para la localidad era de $14,127. 